# 神道大系
神道大系（しんとうたいけい）とは、神道における古典籍を収録した叢書。財団法人神道大系編纂会により、1977年（昭和52年）から1994年（平成6年）にかけて『神道大系』全120巻、1995年（平成7年）から2007年（平成19年）にかけて『続神道大系』全50巻が刊行された。

## 沿革
1927年（昭和2年）、井上哲次郎が、仏教の大蔵経や道教の道蔵に倣い、神道に関する文献を網羅した『神道大蔵経』の編纂を提唱した。これは『大正新脩大蔵経』の編纂や、関東大震災による貴重書の亡失を意識したものともいわれるが、提案のみにとどまった。
1942年（昭和17年）、宮地直一の発案により、文部省の国民精神文化研究所（のち教学錬成所）において『神道大系』の編纂計画が立ち上げられたが、刊行を見ずして敗戦により頓挫した。このとき作成された書目は、のちに『神道大系』の編纂にあたって参考とされたが、法華神道関係の書目など、『神道大系』『続神道大系』に収録されなかった書目も含まれている。
1961年（昭和36年）、國學院大學日本文化研究所研究審議委員であった河野省三が、教学錬成所で計画されていた『神道大系』編纂の再興を提案した。その後、宮地直一の門下で國學院大學教授の西田長男が計画を進め、1975年（昭和50年）5月頃、西田門下の西島一郎（総理府事務官、宮内庁掌典職、國學院大學講師などを歴任）の仲介により、松下幸之助に面会して援助を取りつけた。
1975年（昭和50年）11月13日に神道大系編纂会が発足、設立当初は任意団体であったが、1977年（昭和52年）3月16日に文部省所管の財団法人として認可され、1981年（昭和56年）3月20日に試験研究法人の指定を受けた。任意団体であった時期は、職員はおおむね松下電器産業からの出向の形であったが、試験研究法人移行後、佐川急便の創業者である佐川清からの大口寄付によって財政が賄われることになった。1989年（平成元年）4月に松下会長が死去したのちは後任の会長は置かれず、元松下電器産業常任顧問の小川鍛が理事長に就任した。
1977年12月、『神道大系』の第1回配本として『古事記』（小野田光雄校注）が刊行された。1994年（平成6年）10月に『神道大系』全120巻と『総目録』が完成。続いて1995年（平成7年）3月から『続神道大系』の刊行が開始され、2007年（平成19年）3月に『続神道大系』全50巻と『総目録』が完成した。印刷については土田直鎮の推薦で、精興社が一貫して担当した。
この間、1979年（昭和54年）、坂本太郎が中心となり、神道大系編纂会の下部組織として神道古典研究会が設立され、『神道古典研究 会報』（1979年10月 - 1993年12月、全15号）を刊行した。『神道大系』正編完結後、研究・編纂・刊行に係る部署を総合して神道古典研究所が設立され、『神道古典研究所紀要』（1995年3月 - 2005年8月、全15号）が刊行された。
このほか神道大系編纂会では、『神道大系月報合本』上・中・下（2006年）、『神道古典研究所紀要合本』上・中・下（2007年）、『（財）神道大系編纂会 記念誌』（2008年）も刊行している。なお、神道大系編纂会の設立目的には、『神道大系』の刊行のほかに、松下幸之助の要望で一般向けの『神道教養叢書』を刊行することも含まれていたが、立ち消えとなった。
2008年（平成20年）11月28日、神道大系編纂会は解散した。

## 構成
| 通号 | 編          | 内容                                                           | 校注                       | 出版 | 収録文献 | 備考                                                                                |
| ---- | ----------- | -------------------------------------------------------------- | -------------------------- | ---- | --- | ----------------------------------------------------------------------------------- |
| 1    | 首編1       | 神道集成                                                       | 真壁俊信                   | 1981 | 水戸光圀『神道集成』 |                                                                                     |
| 2    | 首編2       | 古今神学類編（上）                                             | 岡田米夫                   | 1981 | 真野時綱『古今神学類編』 |                                                                                     |
| 3    | 首編3       | 古今神学類編（中）                                             | 岡田米夫                   | 1985 | 真野時綱『古今神学類編』 |                                                                                     |
| 4    | 首編4       | 古今神学類編（下）                                             | 岡田米夫                   | 1986 | 真野時綱『古今神学類編』 |                                                                                     |
| 5    | 古典編1     | 古事記                                                         | 小野田光雄                 | 1977 | 太安万侶『古事記』 |                                                                                     |
| 6    | 古典編2     | 日本書紀（上）                                                 | 中村啓信                   | 1983 | 舎人親王『日本書紀』 |                                                                                     |
| 7    | 古典編3     | 日本書紀（中）                                                 | 中村啓信                   | 1983 | 舎人親王『日本書紀』 |                                                                                     |
| 8    | 古典編4     | 日本書紀（下）                                                 | 中村啓信                   | 1983 | 舎人親王『日本書紀』 |                                                                                     |
| 9    | 古典編5     | 古語拾遺（附註釈）                                             | 飯田瑞穂                   | 1986 | 斎部広成『古語拾遺』 栗田寛『古語拾遺講義 稜威男健』 |                                                                                     |
| 10   | 古典編6     | 新撰姓氏録                                                     | 田中卓                     | 1981 | 栗田寛『新撰姓氏録考証』 大槻如電『新撰姓氏録考証補遺』 田中卓校「新撰姓氏録逸文」 |                                                                                     |
| 11   | 古典編7     | 風土記                                                         | 田中卓                     | 1994 | 『常陸国風土記』 『常陸国風土記』逸文 『出雲国風土記』 『播磨国風土記』 『播磨国風土記』逸文 『豊後国風土記』 『肥前国風土記』 |                                                                                     |
| 12   | 古典編8     | 先代旧事本紀                                                   | 鎌田純一                   | 1980 | 『先代旧事本紀』 栗田寛『国造本紀考』 御巫清直『先代旧事本紀析疑』 |                                                                                     |
| 13   | 古典編9     | 律・令                                                         | 小林宏                     | 1987 | 猪熊本『令義解』 藤波本『神祇令』 紅葉山文庫本『令集解』（神祇） 一条兼良『令抄』（神祇令） 『神祇令愚註草藁』 河村秀穎『首書神祇令集解』 稲葉通邦『神祇令和解』 薗田守良『新釈令義解』（神祇令） 足代弘訓『神祇令解稿本』 足代弘訓『神祇令略註』 養老律神祇関係条文 養老律逸文神祇関係条文 令義解神祇関係条文 |                                                                                     |
| 14   | 古典編10    | 類聚三代格                                                     | 関晃 熊谷公男              | 1993 | 『類聚三代格』 |                                                                                     |
| 15   | 古典編11    | 延喜式（上）                                                   | 虎尾俊哉                   | 1991 | 『延喜式』 |                                                                                     |
| 16   | 古典編12    | 延喜式（下）                                                   | 虎尾俊哉                   | 1993 | 『延喜式』 |                                                                                     |
| 17   | 古典編13    | 海部氏系図 八幡愚童記 新撰亀相記 高橋氏文 天書 神別記          | 村田正志 秋本吉徳 真壁俊信 | 1992 | 『海部氏系図』 『海部氏勘注系図』 『八幡愚童記』 卜部遠継『新撰亀相記』 『高橋氏文』 伴信友『高橋氏文考註』 藤原浜成『天書』 藤原浜成『神別記』 |                                                                                     |
| 18   | 古典註釈編1 | 古事記註釈                                                     | 小野田光雄                 | 1990 | 道祥写『古事記裏書注之』 度会延佳『鼈頭古事記』 田安宗武『古事記詳説並別記』 内山真龍『古事記謡歌註』 敷田年治『古事記標註』 | 『古事記』の注釈書を収録。                                                          |
| 19   | 古典註釈編2 | 日本書紀註釈（上）                                             | 中村啓信                   | 1988 | 『仮名日本紀』 | 『日本書紀』の注釈書を収録。                                                        |
| 20   | 古典註釈編3 | 日本書紀註釈（中）                                             | 真壁俊信                   | 1985 | 忌部正通『神代巻口訣』 一条兼良『日本書紀纂疏』 | 『日本書紀』の注釈書を収録。                                                        |
| 21   | 古典註釈編4 | 日本書紀註釈（下）                                             | 秋山一実                   | 1988 | 吉田兼倶『神書聞塵』 清原宣賢『日本書紀神代巻抄』 『日本書紀聞書』 | 『日本書紀』の注釈書を収録。                                                        |
| 22   | 古典註釈編5 | 釈日本紀                                                       | 小野田光雄                 | 1986 | 卜部兼方『釈日本紀』 |                                                                                     |
| 23   | 古典註釈編6 | 祝詞・宣命註釈                                                 | 青木紀元                   | 1978 | 校訂祝詞 賀茂真淵『祝詞考』 本居宣長『続紀歴朝詔詞解』 宣命逸文 | 祝詞・宣命の注釈書を収録。                                                          |
| 24   | 古典註釈編7 | 延喜式神名帳註釈                                               | 岩本徳一                   | 1986 | 伴信友『神名帳考』 | 『延喜式神名帳』の注釈書を収録。                                                    |
| 25   | 古典註釈編8 | 中臣祓註釈                                                     | 岡田荘司                   | 1985 | 『中臣祓訓解』 伝阿倍真勝『中臣祓記解』 『中臣祓注抄』 『中臣祓』 『中臣祓義解』 藤波氏経『氏経卿記録』 藤波氏経相伝『古代祝詞集』 荒木田守晨写『守晨・御祓本』 山田大路元長（度会元長）『元長修祓記』 『皇天記』 『祓品々秘書』 『卜部兼倶本 中臣祓抄』 月舟寿桂『中臣祓抄』 景徐周麟聞書『中臣祓聴書』 『卜部兼倶本 中臣祓抄』 『卜部兼見本 中臣祓抄』 本居宣長『大祓詞後釈』 | 中臣祓の注釈書を収録。                                                              |
| 26   | 朝儀祭祀編1 | 儀式 内裏式                                                    | 渡辺直彦                   | 1980 | 『儀式』 藤原冬嗣『内裏式』 |                                                                                     |
| 27   | 朝儀祭祀編2 | 西宮記                                                         | 土田直鎮 所功              | 1993 | 源高明『西宮記』 |                                                                                     |
| 28   | 朝儀祭祀編3 | 北山抄                                                         | 土田直鎮 所功              | 1992 | 藤原公任『北山抄』 |                                                                                     |
| 29   | 朝儀祭祀編4 | 江家次第                                                       | 渡辺直彦                   | 1991 | 大江匡房『江家次第』 |                                                                                     |
| 30   | 朝儀祭祀編5 | 践祚大嘗祭                                                     | 大野健雄                   | 1985 | 天仁大嘗会記 嘉承大嘗会記 九条兼実『玉葉』 中山忠親「大嘗会記」元暦度 後鳥羽天皇『大嘗会神饌秘記』 『建保大祀神饌記』 伏見天皇『伏見院宸記』 二条良基『永和度大嘗会記』 中原康富「大嘗会記」永享（『康富記』） 一条兼良『御譲位御即位御禊行幸大嘗会仮字記』 甘露寺親長『親長卿御記』 「後奈良天皇宸翰宣命案」 「貞享度大嘗会儀ニ付両伝ヨリ所司代往来留」 壺井義知『大嘗会本義』 「大嘗会新嘗会等御再興之儀ニ付武辺往来留」 荷田在満『大嘗会儀式具釈』 荷田在満『大嘗会便蒙』 荷田在満『大嘗会図式』 | 大嘗祭関係の古典籍を収録。                                                          |
| 31   | 神宮編1     | 皇太神宮儀式帳 止由気宮儀式帳 太神宮諸雑事記                   | 胡麻鶴醇之 西島一郎        | 1979 | 『皇太神宮儀式帳』 『止由気宮儀式帳』 （以上、『延暦儀式帳』） 『太神宮諸雑事記』 | 伊勢神宮関係の古典籍を収録。                                                        |
| 32   | 神宮編2     | 神宮雑例集 皇代記 付年代記 皇太神宮年中行事 小朝熊社神鏡沙汰文 | 胡麻鶴醇之 西島一郎        | 1980 | 『神宮雑例集』 『皇代記 付年代記』 『皇太神宮年中行事』 『小朝熊社神鏡沙汰文』 | 伊勢神宮関係の古典籍を収録。                                                        |
| 33   | 神宮編3     | 伊勢勅使部類記 公卿勅使記                                      | 胡麻鶴醇之 西島一郎        | 1981 | 『康和以来公卿勅使記』 『仁安四年公卿勅使記』 『治承元年公卿勅使記』 『建久六年後京極良経公卿勅使記』 『正応六年七月十三日公卿勅使御参宮次第』 『嘉暦三年戊辰九月十日公卿勅使御参宮日記』 『礼儀類典伊勢公卿勅使抄』 | 伊勢神宮に派遣された勅使の日記・記録を収録。                                        |
| 34   | 神宮編4     | 太神宮補任集成（上）                                           | 胡麻鶴醇之 西島一郎        | 1984 | 『斎宮記』 『祭主補任』 御巫清直『太神宮司補任次第』 『二所太神宮例文』 『神皇雑用先規録』 | 伊勢神宮の神職補任記録を収録。                                                      |
| 35   | 神宮編5     | 太神宮補任集成（下）                                           | 胡麻鶴醇之 西島一郎        | 1986 | 『類聚大補任』 『伊勢天照皇太神宮禰宜譜図帳』 『(皇太神宮禰宜)補任次第 延喜以後』 『豊受太神宮禰宜補任次第』 『二宮禰宜補任至要集』 『二所太神宮正員禰宜転補次第記』 | 伊勢神宮の神職補任記録を収録。別冊に太神宮補任集成の人名索引・神名索引がある。      |
| 36   | 神社編1     | 総記（上）                                                     | 三橋健                     | 1986 | 『和泉国神名帳』 『伊勢国神名帳』 『尾張国神名帳』異本４ 『参考本国帳』 天野信景『尾陽神名帳集説』 中尾義稲『尾張国帳神社考』 『三河国神名帳』異本３ 『三河国内神名帳集説』 『駿河国神名帳』 『伊豆国神名帳』 『美濃国神名帳』 『上野国神名帳』異本３ 『若狭国神名帳』異本３ 『越前国神名帳』異本２ 『加賀国神名帳』 『丹後国神名帳』 『出雲国神名帳』 『隠岐国神名帳』 『播磨国神名帳』異本２ 『美作国神名帳』 『備前国神名帳』異本５ 『備前式社考』 『安芸国神名帳』異本２ 『紀伊国神名帳』異本２ 『伊予国神名帳』 『筑後国神名帳』 『大隅国神名帳』 『国内神名帳』谷森本 『国内神名帳』小杉本 『東大寺修二会神名帳』 『恒例修正月勧請神名帳』 『千手堂恒例勧請神名帳』 『海住山寺修正神名帳』 『清瀧宮勧請神名帳』 『修正祈祷神名牒』 『恒例修正二月御行勧請神名帳』 『御薬師神名帳』 『恒例修正月二月勧請神名帳』 『勧請神名帳』 『諸国一宮神名帳』 『花鎮奉読神名帳』 『三河花祭神名帳』 | 国内神名帳を収録。                                                                  |
| 37   | 神社編2     | 総記（中）                                                     | 谷省吾 伴五十嗣郎          | 1988 | 『諸社根元記』 白井宗因『神社啓蒙』 白井宗因『神社便覧』 坂内直頼『本朝諸社一覧』 |                                                                                     |
| 38   | 神社編3     | 総記（下）                                                     | 土岐昌訓                   | 1983 | 徳川義直『神祇宝典』 |                                                                                     |
| 39   | 神社編4     | 宮中 京中 山城国                                               | 柴田実 出雲路敬直          | 1992 | |                                                                                     |
| 40   | 神社編5     | 大和国                                                         | 坂元正典 佐伯秀夫          | 1987 | |                                                                                     |
| 41   | 神社編6     | 河内 和泉 摂津国                                               | 二宮正彦 加藤隆久          | 1981 | |                                                                                     |
| 42   | 神社編7     | 石清水                                                         | 村田正志                   | 1988 | | 石清水八幡宮関係の古典籍を収録。                                                    |
| 43   | 神社編8     | 賀茂                                                           | 柴田実                     | 1984 | | 上賀茂神社・下鴨神社関係の古典籍を収録。                                            |
| 44   | 神社編9     | 稲荷                                                           | 小島鉦作 中村一紀          | 1991 | | 伏見稲荷大社関係の古典籍を収録。                                                    |
| 45   | 神社編10    | 祇園                                                           | 林屋辰三郎 宇野日出生      | 1992 | | 八坂神社関係の古典籍を収録。                                                        |
| 46   | 神社編11    | 北野                                                           | 真壁俊信                   | 1978 | | 北野天満宮関係の古典籍を収録。                                                      |
| 47   | 神社編12    | 大神 石上                                                      | 上田正昭 佐伯秀夫          | 1989 | | 大神神社・石上神宮関係の古典籍を収録。                                              |
| 48   | 神社編13    | 春日                                                           | 永島福太郎                 | 1985 | | 春日大社関係の古典籍を収録。                                                        |
| 49   | 神社編14    | 伊賀 伊勢 志摩国                                               | 西川順土                   | 1979 | |                                                                                     |
| 50   | 神社編15    | 尾張 参河 遠江国                                               | 真壁俊信                   | 1988 | |                                                                                     |
| 51   | 神社編16    | 駿河 伊豆 甲斐 相模国                                          | 竹内秀雄                   | 1980 | |                                                                                     |
| 52   | 神社編17    | 武蔵国                                                         | 竹内秀雄                   | 1978 | |                                                                                     |
| 53   | 神社編18    | 安房 上総 下総 常陸国                                          | 鶴岡静夫 飯田瑞穂          | 1990 | |                                                                                     |
| 54   | 神社編19    | 熱田                                                           | 小島鉦作 井後政晏          | 1990 | | 熱田神宮関係の古典籍を収録。                                                        |
| 55   | 神社編20    | 鶴岡                                                           | 豊田武 岡田荘司            | 1979 | | 鶴岡八幡宮関係の古典籍を収録。                                                      |
| 56   | 神社編21    | 三島 箱根 伊豆山                                               | 西牟田崇生                 | 1990 | | 三島大社・箱根神社・伊豆山神社関係の古典籍を収録。                                  |
| 57   | 神社編22    | 香取 鹿島                                                      | 竹内秀雄                   | 1984 | | 香取神宮・鹿島神宮関係の古典籍を収録。                                              |
| 58   | 神社編23    | 近江国                                                         | 宇野茂樹                   | 1985 | |                                                                                     |
| 59   | 神社編24    | 美濃 飛騨 信濃国                                               | 吉岡勲 西垣晴次            | 1983 | |                                                                                     |
| 60   | 神社編25    | 上野 下野国                                                    | 西垣晴次 小林一成          | 1992 | |                                                                                     |
| 61   | 神社編26    | 陸奥国（上）                                                   | 塩谷順耳                   | 1981 | |                                                                                     |
| 62   | 神社編27    | 陸奥国（下）                                                   | 新野直吉                   | 1984 | |                                                                                     |
| 63   | 神社編28    | 出羽国                                                         | 川副武胤 新野直吉          | 1990 | |                                                                                     |
| 64   | 神社編29    | 日吉                                                           | 景山春樹                   | 1983 | | 日吉大社関係の古典籍を収録。                                                        |
| 65   | 神社編30    | 諏訪                                                           | 竹内秀雄                   | 1982 | | 諏訪大社関係の古典籍を収録。                                                        |
| 66   | 神社編31    | 日光 二荒山                                                    | 菅原信海                   | 1985 | |                                                                                     |
| 67   | 神社編32    | 出羽三山                                                       | 戸川安章                   | 1982 | | 出羽三山関係の古典籍を収録。                                                        |
| 68   | 神社編33    | 若狭 越前 加賀 能登国                                          | 須磨千穎 平泉洸 小倉学     | 1987 | |                                                                                     |
| 69   | 神社編34    | 越中 越後 佐渡国                                               | 高瀬重雄                   | 1986 | |                                                                                     |
| 70   | 神社編35    | 丹波 丹後 但馬 播磨 因幡 伯耆国                                | 藤井学ほか                 | 1991 | |                                                                                     |
| 71   | 神社編36    | 出雲 石見 隠岐国                                               | 石塚尊俊                   | 1983 | |                                                                                     |
| 72   | 神社編37    | 出雲大社                                                       | 平井直房 佐藤真人          | 1991 | | 出雲大社関係の古典籍を収録。                                                        |
| 73   | 神社編38    | 美作 備前 備中 備後国                                          | 藤井駿 藤井学              | 1986 | |                                                                                     |
| 74   | 神社編39    | 安芸 周防 長門国                                               | 三坂圭治 河村乾二郎        | 1989 | |                                                                                     |
| 75   | 神社編40    | 厳島                                                           | 河合正治                   | 1987 | | 厳島神社関係の古典籍を収録。                                                        |
| 76   | 神社編41    | 紀伊 淡路国                                                    | 安藤精一 小山誉城          | 1987 | |                                                                                     |
| 77   | 神社編42    | 阿波 讃岐 伊予 土佐国                                          | 城福勇ほか                 | 1989 | |                                                                                     |
| 78   | 神社編43    | 熊野三山                                                       | 宮地治邦 石上七鞘          | 1989 | | 熊野三山関係の古典籍を収録。                                                        |
| 79   | 神社編44    | 筑前 筑後 豊前 豊後国                                          | 筑紫豊 中野幡能            | 1982 | |                                                                                     |
| 80   | 神社編45    | 肥後 日向 薩摩 大隅国                                          | 工藤敬一 松本寿三郎        | 1987 | |                                                                                     |
| 81   | 神社編46    | 壱岐 対馬国                                                    | 鈴木棠三                   | 1984 | |                                                                                     |
| 82   | 神社編47    | 宇佐                                                           | 中野幡能                   | 1989 | | 宇佐神宮関係の古典籍を収録。                                                        |
| 83   | 神社編48    | 太宰府                                                         | 中野幡能                   | 1990 | | 太宰府天満宮関係の古典籍を収録。                                                    |
| 84   | 神社編49    | 宗像                                                           | 梅田義彦                   | 1979 | | 宗像大社関係の古典籍を収録。                                                        |
| 85   | 神社編50    | 阿蘇 英彦山                                                    | 阿蘇品保夫 佐々木哲哉      | 1987 | | 阿蘇神社・英彦山神宮関係の古典籍を収録。                                            |
| 86   | 神社編51    | 北海道                                                         | 能戸邦夫                   | 1983 | |                                                                                     |
| 87   | 神社編52    | 沖縄                                                           | 小島瓔礼                   | 1982 | |                                                                                     |
| 88   | 論説編1     | 真言神道（上）                                                 | 和多秀乗                   | 1993 | 『麗気記』 『天地麗気府録』 『麗気制作抄』 了誉聖冏『麗気記拾遺鈔』 『神祇祕抄并日本得名』 良遍『麗気聞書』 良遍『麗気記抄』 『麗気記愚案鈔』 『金剛峯寺山王院長床山上山下雑記』 『天野雑記』 | 真言神道(両部神道)関係の古典を収録。                                                |
| 89   | 論説編2     | 真言神道（下）                                                 | 村山修一                   | 1992 | 『大和国三輪大明神御幣形』 『三輪流神祇灌頂図』 『三輪流灌頂印信秘訣上下』 『三輪神道灌頂本壇証文』 『三輪流神祇印可壇図』 『三輪流〓〓第三重奥旨灌頂』 『三輪流〓〓灌頂開壇法』 『神道筑波山六所大事』 『三輪流第二重即位灌頂分』 『神道護摩作法』 『三輪流〓〓灌頂伝授録』 『三輪流神道灌頂大壇支分口決』 『三輪流〓〓諸大事口決』 『三輪流〓〓源流集二字義秘地一』 『三輪流三光秘法』 『三輪源流神道口決巻上』 『三輪流神祇灌頂印信秘訣』 『三輪神道道場支度私記』 『神道三輪流伝授目録』 『三輪流聞書口伝』 『三輪山平等寺慶円観上人別伝』 『天照太神口決』 『鼻帰書』 『日本記一流之大事』 『清流権現御事』 『金剛山神祇巻』 『伊勢所生日本記有識本性仁伝記』 『宇賀神祭文竈神祭文』 『雑々聞書』 『御流神道堅印信集』 『御流神道堅印信上』 『神道古印信』 『稲荷記秘口聞書』 『天照七代地神五代列名并神道灌頂道具等記』 『両部神道立派口決鈔』 『天照大神御託宣記』 『諸流灌頂』 『三輪上人行状抄』 『麗気灌頂私』 『神道三輪流廿四通』 『三輪所願成就諸大事』 『三輪流〓〓武勇部震』 『三輪流神祇灌頂初重私記』 『諸流水丁部類聚集』 『三輪流神道灌頂道場之図』 『神祇講式』 『三輪流〓〓灌頂授与式』 『三輪流神道汀補真鈔』 『三輪流神道灌頂私記』 『三輪流神祇灌頂二重私記』 『三輪流神祇灌頂三重私記』 『神道灌頂清軌』 | 真言神道(両部神道)関係の古典を収録。                                                |
| 90   | 論説編3     | 天台神道（上）                                                 | 田村芳朗 末木文美士        | 1990 | 慈遍『旧事本紀玄義』 慈遍『旧事玄義抜萃』 慈遍『豊葦原神風和記』 慈遍『豊葦原神風和記』平仮名本 慈遍『豊葦原本記』 慈遍『神皇略文図』 慈遍『古語類要集』 慈遍『天地神祇審鎮要記』 慈遍『密法相承審論要抄』 良遍『日本書紀巻第一聞書』 良遍『神代巻私見聞』 良遍『神祇系図』 | 天台神道（山王神道）関係の古典を収録。                                              |
| 91   | 論説編4     | 天台神道（下）                                                 | 末木文美士ほか             | 1993 | 『山家要略記』 『山家要記浅略目録』 光宗『渓嵐拾葉集』 『金剛秘密山王伝授大事』 『和光同塵利益灌頂』 『三業相応三輪山王』 『山王秘要記』 『日吉本記』 『山王秘記』 『山王由来』 『辛崎私記』 『田楽記』 『廊御子記』 『赤山明神縁起』 『樹下乃御法』 『日吉山王参社次第 私記』 『日吉山王参社次第』 『山王秘密社参記』 『山王一実神道秘録』 羅渓慈本『一実神道記』 『山王一実神道記』 『王法血脈』 『一実神道血脈譜』 『日吉山王弁』 | 天台神道（山王神道）関係の古典を収録。 「天台神道関係参考文献目録」がある。         |
| 92   | 論説編5     | 伊勢神道（上）                                                 | 西川順土                   | 1993 | 『天照坐伊勢二所皇太神宮御鎮座次第記』 『伊勢二所皇太神御鎮座伝記』 『豊受皇太神御鎮座本紀』 『造伊勢二所太神宮宝基本記』 『倭姫命世記』 （以上、「神道五部書」） 『神祇譜伝図記』 『神皇実録』 『神皇系図』 『神風伊勢宝基珍図天口事書』 『天口事書』 『往代希有記』 度会行忠『伊勢二所太神宮神名秘書』（『神名秘書』） 度会行忠『古老口実伝』 『皇字沙汰文』 度会家行『類聚神祇本源』 度会家行『瑚璉集』 『大神宮両宮之御事』 | 伊勢神道関係の古典を収録。                                                          |
| 93   | 論説編6     | 伊勢神道（中）                                                 | 西川順土                   | 1989 | 『御鎮座次第記鈔』 『伊勢二所皇太神御鎮座伝記鈔』 『御鎮座伝記考註』 『御鎮座本紀科解』 『御鎮座本紀鈔』 『宝基本紀礒浪草』 『考訂倭姫命世記講述鈔』 | 伊勢神道関係の古典のうち神道五部書の注釈書を収録。                                  |
| 94   | 論説編7     | 伊勢神道（下）                                                 | 西川順土                   | 1982 | 出口延佳『陽復記』 出口延佳 『太神宮神道或問』 出口延佳『神宮秘伝問答』 出口延佳『神宮続秘伝問答』 出口延佳『伊勢太神宮神異記』 出口延佳『神道秘伝・神儒仏説』 出口延佳『祓勤仕儀式』 出口延佳『伊勢神宮祓具図説』 出口延佳『中臣祓瑞穂鈔』 出口延佳『中臣祓瑞穂鈔-追考』 出口延佳『日本書紀神代講述鈔』 出口延佳『神代図鈔』 出口延佳『二所皇太神遷幸要略』 出口延佳『延佳年代記』 出口延佳『神家考異』 出口延佳『吉田兼倶謀計記』 出口延佳『勢州御領内末社考』 出口延佳『随問註記』 出口延佳『出口延佳書簡』 出口延佳『延良出府日記』 出口延佳『度会神主延佳詠草』 出口延佳『度会神主四門氏人出口系図』 出口延佳『豊受太神宮祠官賞爵沙汰文』 | 伊勢神道関係の古典のうち出口延佳の著作を収録。 「出口延佳年譜」がある。             |
| 95   | 論説編8     | 卜部神道（上）                                                 | 西田長男                   | 1985 | | 卜部神道（吉田神道）関係の古典を収録。                                              |
| 96   | 論説編9     | 卜部神道（下）                                                 | 岡田荘司                   | 1991 | |                                                                                     |
| 97   | 論説編10    | 吉川神道                                                       | 平重道                     | 1983 | 『神書講義』 竹内式部『中臣祓講義』 『神道大意講義』 『伝記』 | 吉川神道関係の古典を収録。                                                          |
| 98   | 論説編11    | 伯家神道                                                       | 今江広道                   | 1989 | 『伯家部類』など | 伯家神道関係の古典を収録。                                                          |
| 99   | 論説編12    | 垂加神道（上）                                                 | 近藤啓吾                   | 1984 | 山崎闇斎『風水草』 山崎闇斎『風葉集』 山崎闇斎『風葉集首巻』 山崎闇斎述『神代記垂加翁講義』 山崎闇斎著、跡部良顕編『垂加翁神説』 山崎闇斎著『垂加翁神説補遺』 山崎闇斎述『山崎先生語録』 植田艮背述『艮背語録』 玉木正英述『潮翁雑話』 西依成斎述『成斎先生雑話抄』 板垣信直ほか著『門人誓紙』 『垂加翁書籍目録』 『垂加先生編輯梓行書目并外題筆者』 山崎闇斎『山崎家譜』 水足安直『山崎先生行実』 植田成章『批水足安直撰山崎先生行実』 | 垂加神道関係の古典のうち山崎闇斎の著作を中心に収録。 「山崎闇斎年譜」が付いている。 |
| 100  | 論説編13    | 垂加神道（下）                                                 | 近藤啓吾                   | 1978 | 若林強斎『雑話筆記』 若林強斎『雑話続録』 若林強斎『靖献遺言講義』 若林強斎『楚辞序章講義』 若林強斎『日本書紀弁 神代巻七代章講義』 若林強斎『附載オノコロ島筆記』 若林強斎『大学序講義』 若林強斎『中臣祓師説』 若林強斎『諭俗孝経』 若林強斎『守中翁神道筆記』 若林強斎『続守中翁神道記』 若林強斎『守中翁滝津亭記』 若林強斎『草稿本滝津亭記』 若林強斎『垂加霊社招祷祝詞』 若林強斎『神道大意』 若林強斎『別本神道大意』 『神道夜話』 『詩文』 『若林家譜』 『書置条々』 『譲証文』 『手写神道書識語』 『書翰』 『門人簿』 山口春水『読風葉集説』 | 垂加神道関係の古典のうち若林強斎の著作を中心に収録。 「若林強斎年譜」が付いている。 |
| 101  | 論説編14    | 雲伝神道                                                       | 今井淳 山本真功            | 1990 | | 慈雲飲光による雲伝神道（葛城神道）関係の古典を収録。                                |
| 102  | 論説編15    | 水戸学                                                         | 福田耕二郎                 | 1986 | | 水戸学関係の古典を収録。                                                            |
| 103  | 論説編16    | 陰陽道                                                         | 下出積与                   | 1987 | 安倍晴明『占事略決』 安倍晴明『簠簋内伝』 安倍泰親『安倍泰親朝臣記』 南部草寿『東方朔秘伝置文』 南部草寿『太上感応篇俗解』 石竜子相明述『太上感応篇倭註』 千野又右衛門妻『太上感応編霊験』 沢了『鎮宅霊符縁起集説』 『烏枢沙摩金剛修仙霊要録』 大江匡弼『神仙霊章春秋社日醮儀』 『増補絵抄和字功過自知録』 南里亭其楽『和語新刻陰隲文絵鈔』 | 陰陽道関係の古典を収録。                                                            |
| 104  | 論説編17    | 修験道                                                         | 村山修一                   | 1988 | | 修験道関係の古典を収録。                                                            |
| 105  | 論説編18    | 北畠親房（上）                                                 | 平田俊春 白山芳太郎        | 1991 | | 北畠親房の著作を収録。                                                              |
| 106  | 論説編19    | 北畠親房（下）                                                 | 平田俊春 白山芳太郎        | 1992 | | 北畠親房の著作を収録。                                                              |
| 107  | 論説編20    | 藤原惺窩 林羅山                                                | 石田一良 高橋美由紀        | 1988 | | 藤原惺窩・林羅山の著作を収録。                                                      |
| 108  | 論説編21    | 熊沢蕃山                                                       | 藤井学 秋山一実            | 1992 | 『三社託宣解』 『神道大義』 『三輪物語』 『宇佐問答』 『葬祭弁論』 『集議外書』 『大学或問』 『夜会記』 | 熊沢蕃山の著作を収録。                                                              |
| 109  | 論説編22    | 増穂残口                                                       | 渡辺国雄                   | 1980 | 『艶道通鑑』 『異理和理合鏡』 『有像無像小社探』 『直路乃常世草』 『神国加魔祓』 『つれづれ東雲』 『神路乃手引草』 『濃科死出乃田分言』 『「死出田分言」追加』 『神国増穂草』 『日本神代巻』 『白山縁起』 『白山縁記跋』 | 増穂残口の著作を収録。                                                              |
| 110  | 論説編23    | 復古神道（一） 荷田春滿                                        | 菟田俊彦                   | 1983 | 「荷田春満伝記志料」 上田秋成編『春葉集』 荷田春満『東万呂文草-併年譜』 | 荷田春満の著作を収録。                                                              |
| 111  | 論説編24    | 復古神道（二） 賀茂真淵                                        | 太田善麿                   | 1988 | 『国意考』 『歌意考』 『語意考』 『文意考』 『書意考』 『邇飛麻那微』 『仮名書古事記』 『万葉新採百首解』 『宇比麻奈備』 | 賀茂真淵の著作を収録。                                                              |
| 112  | 論説編25    | 復古神道（三） 本居宣長                                        | 梅澤伊勢三 高橋美由紀      | 1982 | 『直毘霊』 『玉くしげ』 『秘本玉くしげ』 『うひ山ふみ』 『古事記伝』(抄) 『くず花』 『呵刈葭』 『玉勝間』(抄) 『玉鉾百首』 | 本居宣長の著作を収録。                                                              |
| 113  | 論説編26    | 復古神道（四） 平田篤胤                                        | 鎌田純一                   | 1986 | 『古史成文』(抄) 『古史徴』(抄) 『霊能真柱』 『毎朝神拝詞記』 『玉襷』(抄) 『古道大意』 『赤県太古伝成文』 『鬼神新論』 『大壑君御一代略記』 | 平田篤胤の著作を収録。                                                              |
| 114  | 論説編27    | 諸家神道（上）                                                 | 小笠原春夫                 | 1988 | 鶴峯戊申『天のみはしら』 鶴峯戊申『天のみはしら考証』 岡熊臣『千世乃住処』 配川信芳ほか『千代の住処 附 対問』 六人部是香『すゞの玉籤』 六人部是香『順考神事伝』 六人部是香『産須那社古伝抄広義』 堀秀成『神代乃乎都々』 堀秀成『古伝顕幽考大綱』 鈴木雅之『撞賢木』 平田延胤『撞木のまにまに附録』 矢野玄道『志ひがたり』 矢野玄道『真木柱』 矢野玄道『予美国考証』 矢野玄道『志斐語附録』 | 国学者の著作を収録。                                                                |
| 115  | 論説編28    | 諸家神道（下）                                                 | 黒住忠明 坂田安儀          | 1982 | 黒住宗忠『御訓誡七カ条』 黒住宗忠『黒住教教書歌集』 黒住宗忠『伝歌集』 黒住宗忠『黒住教教書文集』 星島良平『道のことわり』（『道の理』） （以上、黒住教関係） 井上正鉄『神道唯一問答書』 井上正鉄『遺訓集』 井上正鉄『煙草の裏葉』 （以上、禊教関係） | 幕末に成立した教派神道のうち、黒住教と禊教関係の教典を収録。                        |
| 116  | 文学編1     | 神道集                                                         | 岡見正雄 高橋喜一          | 1988 | 『神道集』 |                                                                                     |
| 117  | 文学編2     | 中世神道物語                                                   | 村上学                     | 1989 | 『天稚彦物語絵詞』 『天照大神本地』 『八幡大菩薩御縁起』 『あつたのしむひ』 『住吉の本地』 『賀茂之本地』 『天神の本地』 『小男の草子』 『きふねの本地』 『みしま』 『浅間記』 『熊野本地絵巻』 『戒言』 『箱根本地由来』 『諏訪大明神御本地』 『祇園牛頭天王御縁起』 『塩竈大明神御本地』 『日光山宇都宮因位御縁起』 | 中世における神社縁起などを収録。                                                    |
| 118  | 文学編3     | 神道和歌                                                       | 橋本不美男 相馬万里子      | 1989 | | 大嘗会和歌に関する参考文献リストがある。                                            |
| 119  | 文学編4     | 神楽歌                                                         | 臼田甚五郎                 | 1989 | |                                                                                     |
| 120  | 文学編5     | 参詣記                                                         | 新城常三                   | 1984 | |                                                                                     |